# Semaeopus incolorata
Semaeopus incolorata là một loài bướm đêm trong họ Geometridae.